# Blockflöjt (orgelstämma)
Blockflöjt (franska: Flûte à bec) är en orgelstämma inom koniska stämmor och är vanligen 4´, 2´ eller 1´, men kan också vara 8´. Den tillhör kategorin labialstämmor. Blockflöjten är den vidaste koniska stämman.